# Ouzouer-le-Doyen
Ouzouer-le-Doyen ist eine französische Gemeinde mit 228 Einwohnern (Stand 1. Januar 2022) im Département Loir-et-Cher in der Region Centre-Val de Loire. Sie gehört zum Arrondissement Blois und zum Kanton Le Perche. 
Nachbargemeinden sind Cloyes-les-Trois-Rivières im Norden, Verdes im Osten, Beauce la Romaine im Südosten, Moisy im Südwesten sowie Brévainville im Westen.

## Bevölkerungsentwicklung
| Jahr      | 1962 | 1968 | 1975 | 1982 | 1990 | 1999 | 2006 | 2017 |
| --------- | ---- | ---- | ---- | ---- | ---- | ---- | ---- | ---- |
| Einwohner | 369  | 332  | 271  | 238  | 208  | 167  | 199  | 243  |

## Sehenswürdigkeiten

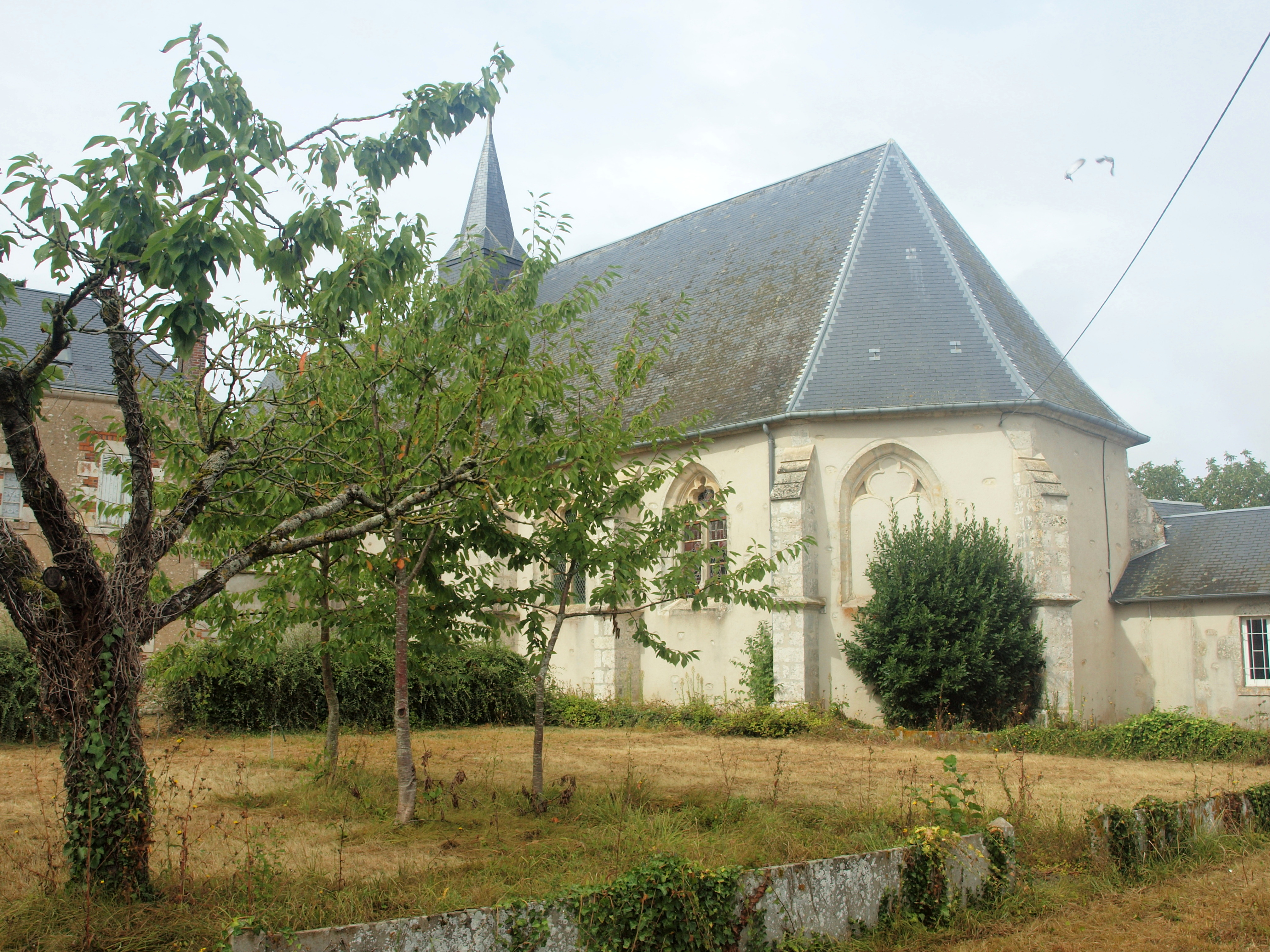
Kirche Sainte-Anne

- Kirche Sainte-Anne